# Мирославец (гмина)
Мирославец (пол. Mirosławiec) — гмина (волость) в Польше, входит как административная единица в Валецкий повет, Западно-Поморское воеводство. Население — 6080 человек (на 2005 год).